# Un premier amour
Az Un premier amour  (magyarul: Egy első szerelem) című dal volt az 1962-es Eurovíziós Dalfesztivál győztes dala, melyet a francia Isabelle Aubret adott elő francia nyelven. 

## Az Eurovíziós Dalfesztivál
A dalt nemzeti döntő nélkül választották ki, Aubret-t a francia tévé kérte fel a feladatra. A dal egy ballada, melyben az énekes az első szerelem erejéről beszél.
A március 18-án rendezett döntőben a fellépési sorrendben kilencedikként adták elő, a holland De Spelbrekers Katinka című dala után, és a norvég Inger Jacobsen Kom Sol, Kom Regn című dala előtt. A szavazás során huszonhat pontot szerzett, mely az első helyet érte a tizenhat fős mezőnyben. Ez volt Franciaország harmadik győzelme.
A következő francia induló Alain Barrière Elle était si jolie című dala volt az 1963-as Eurovíziós Dalfesztiválon. 
A következő győztes a dán Grethe és Jørgen Ingmann Dansevise című dala volt.

### Kapott pontok
| FIN                                          | BEL | ESP | AUT | DEN | SWE | GER | NED | FRA | NOR | SUI | YUG | GBR | LUX | ITA | MON |   |
| Kapott pontok                                | 0   | 2   | 2   | 2   | 0   | 3   | 3   | 0   |     | 3   | 3   | 3   | 1   | 1   | 2   | 1 |
| A tábla a fellépés sorrendjében van rendezve |     |     |     |     |     |     |     |     |     |     |     |     |     |     |     |   |

## Slágerlistás helyezések
| Slágerlisták (1962) | Lh.* |
| ------------------- | ---- |
| Belgium (Vallónia)  | 16   |
| Finnország          | 8    |

*Lh. = Legjobb helyezés.